# Speedtalk
Le speedtalk (littéralement « parler rapide » en anglais) est une langue construite imaginée par Robert A. Heinlein pour sa nouvelle Gulf, publiée en 1949. Il s'agit d'une langue logique construite avec une syntaxe complexe, un minimum de vocabulaire, et un inventaire phonémique riche écrit avec des lettres telles que œ, ħ, ø, et ʉ. Elle a pour but hypothétique de rendre la communication et la pensée plus efficaces. En speedtalk, un mot peut être exprimé par un seul phonème, et une phrase entière par un agrégat de phonèmes présentant les apparences d'un mot selon les critères des langues naturelles.

## Exemples de speedtalk
Deux dialogues non traduits apparaissent dans l'histoire.

"œnɪe ʀ ħøg rylp"
"à nU"
"tsʉmaeq?"
"nø!"
"zUlntsɨ."
"ɨpbitʹ New Jersey."

## Langues similaires
Comme l'idée du speedtalk est explorée superficiellement mais pas développée par Heinlein dans sa nouvelle, les tentatives de formaliser une telle langue furent nombreuses.
Le « Language Construction Kit » de Mark Rosenfelder comprend une section sur le speedtalk intitulée « De combien de mots avez-vous besoin ? ». Il met en évidence les principaux problèmes du speedtalk :
- l'anglais basic prétend avoir réduit l'anglais à 850 mots de base, mais cela en réduisant un large inventaire anglophone d'homonymes et d'idiomes ;
- la redondance propre aux langues naturelles permet de se faire comprendre en dépit de ne pas être clairement entendu.

Ce premier point a été évincé par les commentaires de Ben Sandler dans son article « Speedtalk » qui démontre qu'un système possédant plusieurs milliers de sons distinctifs peut être créé. L'ithkuil, en particulier, se rapproche de cet idéal, la grande majorité de ses morphèmes étant constitués d'une seule syllabe, et parfois même d'un seul phonème. Cependant, l'auteur de la langue admet que ce n'était pas là le but de la langue, son objectif principal étant de concilier concision et précision.

## Référence
- (en) Cet article est partiellement ou en totalité issu de l’article de Wikipédia en anglais intitulé « Speedtalk » (voir la liste des auteurs).